# 九紋竜政五郎
九紋龍 政五郎（くもんりゅう まさごろう、1907年7月10日 - 没年不明）は、昭和時代の大相撲力士。時津風部屋→粂川部屋所属。本名は原 正一。188cm、85kg。最高位は十両2枚目。

## 経歴
大阪府交野市出身（生まれは愛媛県）。大阪相撲の時津風部屋に入門、その後、東西合併により1927年1月、序二段に付出される。1932年1月は幕下上位にあったが、春秋園事件による大量の脱退者の穴を埋めるために翌2月場所で東十両2枚目まで番付を上げた。この場所は4勝4敗の5分、翌場所は全休と幕下に落ちた。1933年1月と1934年1月に十両に復帰したが、いずれも負け越しに終わった。1935年5月に4度目の十両昇進で勝ち越したが翌場所は3勝8敗と負け越し、幕下に落ち、その場所（1936年5月）限りで廃業した。

## 改名
若紋竜→九紋竜